# Туристически регион Къмгансан
Туристически регион Къмгансан (чосонгъл: 금강산 관광 지구, Kŭmgangsan Kwangwang Chigu) е специален административен регион в Северна Корея.
Той е създаден на 23 октомври 2002 г. след отделянето му от провинция Кануън, за да поеме постоянния поток от южнокорейски туристи, посещаващи планината Къмгансан (Диамантената планина). На север, юг и запад граничи с Канвон, а на изток - с Японско море.
През 1998 г. Северна Корея разрешава на чуждестранни туристи (основно от Южна Корея) да посещават Къмгансан. Първоначално туристите пристигат с корабчета до региона, но през последните години вече и с автобуси, които пътуват по специално създаден път, минаващ през корейската демилитаризирана зона. През 2002 г. районът около планината Къмгансан е обособен като самостоятелна административна единица, чиято единствена цел е да приема туристи. От 1998 г. насам курортът е посетен от над един милион южнокорейци. Туристическият регион няма постоянно население, а само временен персонал, който да обслужва посетителите.
| Разположение на планината Къмгансан |

## Галерия
- Езерото Самилпо
- Плаж на Японско море
- Водопадът Курьон
- Пътят към Курьон